# Look What the Cat Dragged In
Look What the Cat Dragged In is het debuutalbum van de Amerikaanse glammetalband Poison. De opname, die uitgebracht werd op 2 augustus 1986 onder het Enigmalabel van Capitol Records, bevatte de hits "Talk Dirty to Me", "I Want Action", "I Won't Forget You" en "Look What the Cat Dragged In", het titelnummer.

## Productie en marketing
De opname werd door zanger Bret Michaels beschreven als een "verheerlijkte demo". Het werd met producer Ric Browde in 12 dagen opgenomen in de Music Grinder Studios in Los Angeles, Californië voor een prijskaartje van $23 000, geld dat gefinancierd werd door de bandleden zelf en hun families.
Browde en geluidstechnicus Michael Wagener vonden de opname met Poison een moeilijk proces. Volgens Browde was het onmogelijk voor Rikki Rockett om een stabiele beat te behouden, terwijl Bret Michaels moeite had om in de toon te zingen. Browde zocht zijn toevlucht in het bij elkaar monteren van verschillende opnames om een enigszins werkbare opname te verkrijgen, wat Wagener beschreef als de "zebratape". Hij mixte uiteindelijk de opname in vijf dagen, maar beschreef later zijn betrokkenheid in het project als "een van de grootste vergissingen uit mijn leven".
De cover van het album toonde de leden van Poison met overdreven make-up, dik, meisjesachtig haar en de pruilende "kus"-pose die later Poisons handelsmerk zou worden. Er wordt geopperd dat de cover een parodie zou kunnen zijn op de cover van het album Let It Be van The Beatles.

## Thema's en nummers
De thema's van het album zijn hoofdzakelijk ambitie ("Cry Tough"), wellust ("I Want Action", "Want Some, Need Some"), seksuele frustratie ("Blame It On You"), verloren liefde ("I Won't Forget You"), en, het belangrijkst, asociaal gedrag ("No. 1 Bad Boy", Look What the Cat Dragged In", "Let Me Go to the Show", "Play Dirty").
De hit "Talk Dirty to Me" werd geschreven door gitarist C.C. DeVille voor zijn vereniging met de band. Hij speelde het nummer voor Bret Michaels, Rikki Rockett en Bobby Dall tijdens zijn auditie voor de rol van gitarist. Het lied is gecoverd door Children of Bodom.

## Nummers
1. "Cry Tough" - 3:39
2. "I Want Action" - 3:05
3. "I Won't Forget You" - 3:34
4. "Play Dirty" - 4:04
5. "Look What the Cat Dragged In" - 3:08
6. "Talk Dirty to Me" - 3:43
7. "Want Some, Need Some" - 3:39
8. "Blame It On You" - 2:32
9. "#1 Bad Boy" - 3:14
10. "Let Me Go To The Show" - 2:45

Bonusnummers op de remaster n.a.v. de 20ste verjaardag:
11. "I Want Action" (single-versie) - 3:06
12. "I Won't Forget You" (single-versie) - 3:39
13. "Don't Mess Around With Jim" (Jim Croce cover) - 3:05

## Singles
- "Cry Tough" - "Look What The Cat Dragged In" (5 augustus 1986) Enigma 5656
- "Talk Dirty To Me" - "Want Some Need Some" (18 februari 1987) Enigma 5686
- "I Want Action" - "#1 Bad Boy" (20 mei 1987) Enigma 44004
- "I Won't Forget You" - "Blame It On You" (5 augustus 1987) Enigma 44038